# La Maison du berger

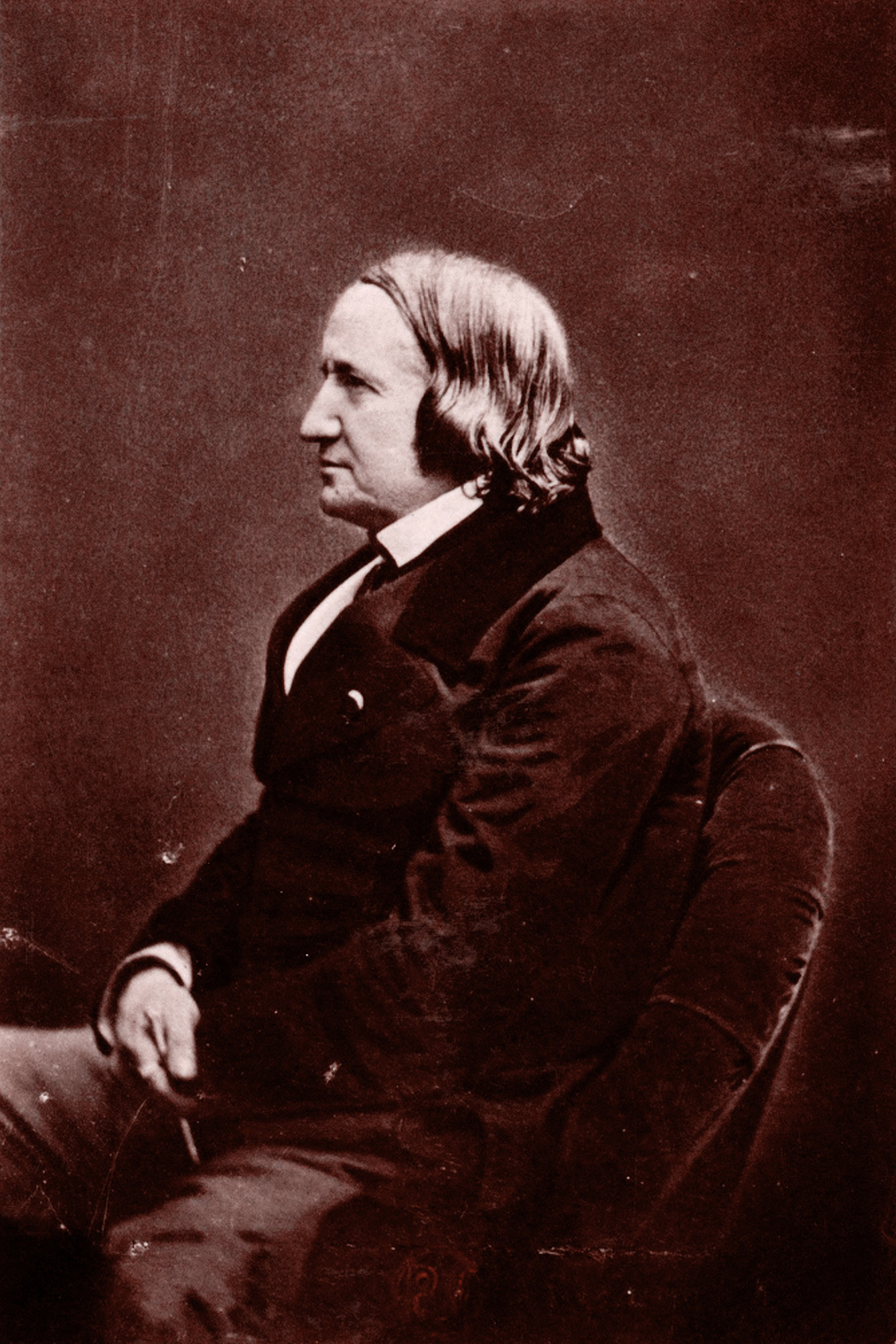
Alfred de Vigny photographié par Nadar.

La Maison du berger est un poème d'Alfred de Vigny paru pour la première fois le 8 juillet 1844 dans la Revue des Deux Mondes, puis inséré par la suite dans le recueil Les Destinées.
Ce poème est écrit en alexandrins, regroupés en septains. Il est composé de trois parties.

## Thématique
Le poème a pour sujets la Nature, le progrès, l'Amour et la poésie.
Dans son journal, Alfred de Vigny confie que le vers « J'aime la majesté des souffrances humaines », tiré de ce poème, « est le sens de tous mes poèmes philosophiques ».

## Forme
« La Maison du berger est organisé selon une division tripartite, chère à Vigny […] ». Sa structure est soumise au principe de l'antithèse : « chacune des trois parties est antithétique » : « la campagne contre la ville, la "maison roulante" contre les chemins de fer, la poésie pure au détriment de la poésie engagée, la femme contre la nature, le temps contre l'éternité ».

## Interprétations critiques
Initialement, le poème "La Maison du Berger" était destiné à figurer en ouverture du recueil Les Destinées, à servir donc de prologue. La fin du poème indique que dix poèmes ("tableaux") vont suivre, aboutissant à "L'Esprit pur", cité dans la pénultième strophe.
Pour André Jarry, La Maison du berger est la suite du poème Éloa.
Pour Jean-Pierre Bertrand et Pascal Durand, « La force de l'évocation du chemin de fer dans La Maison du berger […] tient à ce que l'auteur de Chatterton ne sépare pas l'objet technique de l'idéologie qu'il incarne ni du système économique qu'il sert ». L'être humain « reste plus grand que ce qui l'opprime » et donne « les preuves de sa force et de sa dignité ».
Selon Steve Murphy, La Maison du berger « esquisse une opposition dramatique entre la maison du berger du titre et le train, symbole, pour Vigny, du progrès scientifique et matériel de la « monarchie bourgeoise » de Louis-Philippe. Ce train du progrès risque d'ailleurs, selon Vigny, de dérailler ».